# John Steiner (psychanalyste)
Pour les articles homonymes, voir John Steiner et Steiner.
John Steiner, né le 3 février 1934, est un psychiatre et psychanalyste britannique.

## Biographie
Il fait ses études de médecine à la faculté de médecine de l'université d'Otago (Nouvelle-Zélande). Il obtient son diplôme de médecin en 1958, puis effectue un séjour postdoctoral au California Institute of Technology, puis à Cambridge, où il fait une spécialisation en psychologie expérimentale. En 1964, il s'installe à Londres, et travaille comme psychiatre au Maudsley Hospital. Il commence une analyse avec Hanna Segal en 1967, puis réalise deux supervisions, avec Herbert Rosenfeld et Betty Joseph. En 1975, il ajoute à cette fonction une consultation psychothérapeutique à la Tavistock Clinic, où il reste jusqu'à sa retraite en 1996. À la Tavistock, il crée un cours qualifiant dans le cadre de la formation, intitulé An Introduction to Psychoanalytic Psychotherapy. Il prend une part importante dans la création de l'Association for Psychoanalytical Psychotherapy (APP).
Il est connu pour ses écrits sur ce qu'il appelle les « retraits psychiques » qui sont des organisations pathologiques qu'il retrouve chez les patients psychotiques, névrosés et personnalités charnières, comme le sous-titre du livre français l'indique. Steiner part des idées kleiniennes de « positions » théorisées par Melanie Klein - à distinguer des « stades » définis par Freud - pour y introduire sa notion de retraits. Les positions sont connues, successivement et alternativement :

## La position schizo-paranoïde
John Steiner la situe sur deux pôles:
1. La fragmentation pathologique est à considérer comme la plus archaïque. À son propos, on peut penser au terme plus connu de morcellement. C'est lorsque le clivage n'est pas parvenu à contenir l'angoisse, que le Moi se fragmente défensivement (on trouve les sources de cette idée de fragmentation défensive en 1932 chez Sandor Ferenczi (Notes and Fragments (1930-32). The International Journal of Psycho-Analysis; London Vol. 30,  (Jan 1, 1949): 225). L'opération défensive de « fragmentation » entraîne elle-même des angoisses de mort, un sentiment de chaos qui peuvent donner lieu à des tableaux cliniques psychiatriques impressionnants et spectaculaires,
2. Le clivage normal qui est donc aussi et d'abord à considérer comme un processus progrédient. La distinction entre bon et mauvais implique déjà une bonne intégration qui permet une bonne relation à un bon objet. Cette distinction repose sur un clivage, protégeant des impulsions destructrices dirigées vers le mauvais objet. Il y a là alternance entre idéalisation / persécution, et dans les situations favorables, accès à l'ambivalence, donc à la position dépressive.

## La position dépressive
Steiner y subdivise deux pôles :
1. Le pôle de la peur de la perte d'objet qui implique le deuil au sens freudien repris par Mélanie Klein. Il y a d'abord le refus par possession de l'objet (incorporation, identification, etc.). L'endeuillé ne s'intéresse plus à rien, son sort est lié à celui du disparu, il doit mourir avec lui. Il est possible de se référer au rêve rapporté par M. Klein. Mme A. (en fait M. Klein) qui triait les lettres provenant de son fils mort de celles provenant d'autres personnes. Selon Klein, Mme A essayait de garder le fils vivant en clivant le bon du mauvais. Elle ne rêvait plus, bref niait la disparition, jusqu'à un autre rêve lui montrant qu'elle savait qu'il était mort ou qu'il allait mourir.
2. Celui de la peur de l'expérience de la perte d'objet, le rêve: "un voyage en avion avec le fils, elle savait qu'il était mort, pensait qu'elle allait mourir aussi, mais faisait un effort pour s'éloigner du danger et revenir à la vie"[réf. nécessaire]. Elle avait ainsi décidé de survivre avec tout ce que cela présuppose de renoncements.

Ce qui nous amène au schéma suivant:

## Retrait psychique
À toutes ces sous-positions, il convient d'ajouter le retrait psychique qui vise à échapper provisoirement - mais au prix d'une altération psychique - à l'angoisse et à la détresse de chacune des sous-positions. Fidèle en cela à Mélanie Klein, il considère qu'il y a, durant toute la vie, une oscillation de l'une à l'autre position et de leurs sous-positions. Le tout s'articule à la « position » de retrait qui peut s'attacher à chacune d'entre elles. À la différence de Donald Winnicott, Steiner incite à ne pas idéaliser l'aire transitionnelle considérant qu'elle peut se confondre avec un retrait psychique qui n'a rien de créatif. Le retrait est à comprendre en même temps comme une expression de la destructivité et une défense contre elle. Elle est bien au service d'une adaptativité en ménageant un espace calme et momentanément protégé mais, à l'extrême, au prix d'une altération du contact avec la réalité. Ce retrait peut aussi être vu comme une régression schizoïde au sens donné par Fairbairn, le patient borderline tend à fuir le contact avec lui-même et avec ses objets. Steiner se réfère ici aux théories d'Henri Rey peu connu, qui a théorisé l'idée d'un espace "marsupial" sorte de continuité d'avec l'état avant la naissance. Il s'agit d'un espace psychique par analogie à la poche du kangourou qui se prolonge jusqu'à ce que l'individu ait trouvé un espace personnel distinct de l'espace maternel. La « personnalité charnière » décrite par H. Rey aurait le sentiment d'en avoir été chassé trop tôt et chercherait à le retrouver, notamment dans la situation psychanalytique. C'est là que s'éclaire l'origine du retrait sur lequel vient se greffer la dialectique « claustro-agoraphobique » : le retrait est un lieu sûr lorsque le patient est au-dehors du refuge, mais menaçant lorsqu'il est dedans parce qu'enfermant et persécutoire.

### Ouvrages
- Retraits psychiques. Organisation pathologiques chez les patients psychotiques, névrosés et borderline, 1996 PUF, coll. « Le fil rouge »,  (ISBN 2130477585)